# Golpes de Estado na Nigéria
Na Nigéria, vários golpes de Estado ocorreram durante o século XX. 
Entre 1966 e 1999, o exército manteve o poder de forma quase ininterrupta, apesar de um breve retorno à democracia entre 1979-1983. Golpes militares e governo militar se tornaram uma característica aparentemente permanente da política nigeriana. 

## Padrões
Havia um padrão recorrente de golpes e contragolpes, que conduziram uma sucessão de governos cada vez mais autoritários e corruptos; todos repletos de falsas promessas de democracia e novos começos. 'Decalo lista as seguintes razões para os golpes militares: rivalidades étnicas, querelas entre militares, invejas pessoais e ambições e temores pessoais.' 

## Golpes de Estado
- Golpe de Estado de 15 de janeiro de 1966: O golpe de Estado de 15 de janeiro de 1966 foi realizado por oficiais do exército, em sua maioria ibos, incluindo Major Kaduna Nzeogwu, Major Emmanuel Ifeajuna entre outros. As baixas do golpe incluíram o primeiro-ministro Alhaji Abubakar Tafawa Balewa, o Sardauna de Sokoto Sir Ahmadu Bello, o Premier da Região Oeste Samuel Akintola, o ministro das Finanças Festus Okotie-Eboh, entre outros.[3]

- Golpe de Estado de 28 de julho de 1966:  Popularmente conhecido como Contragolpe na Nigéria em 1966, em julho, onde o major-general Yakubu Gowon sucedeu Johnson Aguiyi-Ironsi.[3]

- Golpe de Estado de 30 de julho de 1975: O General Yakubu Gowon foi deposto em um golpe palaciano que trouxe então Brigadeiro Murtala Muhammed ao poder como chefe de Estado.

- Golpe de Estado de 13 de fevereiro de 1976: Popularmente e erroneamente conhecido como "Golpe Dimka", este sangrento (e abortado) golpe de Estado levou ao assassinato do general Murtala Muhammed.[3] Após a morte do general Muhammed e o fracasso do golpe, em seguida, o Tenente-General Olusegun Obasanjo tornou-se Chefe de Estado.

- Golpe de Estado de 31 de dezembro de 1983: O golpe militar nigeriano de 31 de dezembro de 1983 foi liderado por um grupo de oficiais superiores do exército que derrubaram o governo democraticamente eleito do presidente Shehu Shagari. Entre os participantes estavam os majores-generais Ibrahim Babangida e Muhammadu Buhari, os brigadeiros Ibrahim Bako, Sani Abacha e Tunde Idiagbon. O Major General Buhari foi nomeado Chefe de Estado pelos conspiradores.

- Golpe de Estado de 27 de agosto de 1985: Este foi um golpe palaciano liderado pelo então chefe do Exército Maior, Major General Ibrahim Babangida que derrubou o governo do Major General Muhammadu Buhari.

- A alegada tentativa de golpe por Vatsa de dezembro de 1985: Centenas de oficiais militares foram presos, alguns foram julgados, condenados e finalmente executados por conspirar para derrubar o governo Babangida. Os conspiradores foram pretensamente liderados pelo major-general Mamman Jiya Vatsa.

- Golpe de Estado de 22 de abril de 1990: Major Gideon Orkar encenou uma tentativa violenta de golpe de Estado, mas não conseguiu derrubar o governo do general Ibrahim Babangida.

## Papel das rivalidades regionais
As rivalidades regionais, que têm desempenhado grande parte na recorrência de golpes de Estado, foram resultado do colonialismo na criação de um Estado artificial que engloba vários grupos étnicos distintos. Estes grupos étnicos distintos eram representados por partidos regionais, o que garantia que "nenhuma das partes poderia governar a Nigéria por conta própria, e ... que o conflito era apenas uma questão de tempo."  Portanto, não houve oposição centralizada para o regime militar; quando um golpe de Estado ocorria, portanto, era apenas outra facção do regime militar.

## Efeitos do regime militar
Os efeitos econômicos do regime militar foram desastrosos. A economia com base agrícola tradicional foi abandonada e se tornou extremamente dependente das exportações de petróleo que, devido as flutuações frequentes dos preços do petróleo levou a uma economia instável. O regime de Babangida foi caracterizado por "incompetência e desenfreado desperdício e má gestão, a privatização dos recursos públicos e escritórios públicos, a negligência dos sectores não-petrolíferos e prioridades equivocadas".  Essencialmente, o foco era o setor privado, em oposição ao bem da nação. Como resultado da política econômica militar da década de 1980, 45% dos rendimentos cambiais estavam indo para o serviço da dívida e houve pouco crescimento. Isso levou a um aumento da pobreza, crime, abuso de crianças, doenças, decadência institucional e deslocamento urbano.  A instabilidade e insatisfação causada por essas políticas foi uma das causas do padrão constante de golpes de Estado.

## Situação atual
A Nigéria hoje é aparentemente democrática por não ter ocorrido golpes militares desde 1999, no entanto, as décadas sob o regime militar tiveram um impacto retumbante no país com 36 estados, todos na atualidade, criados pelos militares e ainda tendo uma influência militar considerável evidente. 